# Charmodia
Charmodia là một chi bướm đêm thuộc họ Erebidae.